# Canton (Oklahoma)
Canton – miasto w Stanach Zjednoczonych, w stanie Oklahoma, w hrabstwie Blaine.